# Бандишівська сільська рада
| Бандишівська сільська рада — сільська рада у складі Могилів-Подільського району Вінницької області з адміністративним центром у с. Бандишівка. Сільській раді були підпорядковані населені пункти: - с. Бандишівка |

## Склад ради
Рада складалася з 14 депутатів та голови.

## Керівний склад сільської ради
| ПІБ                                | Основні відомості                                                                             | Дата обрання | Дата звільнення |
| ---------------------------------- | --------------------------------------------------------------------------------------------- | ------------ | --------------- |
| Мрачковський Микола Васильович     | Сільський голова, 1951 року народження, освіта, член Всеукраїнського об'єднання «Батьківщина» | 26.03.2006   | 17.03.2010      |
| Блощинський Анатолій Олександрович | Сільський голова, 1953 року народження, освіта вища, член Партії регіонів                     | 31.10.2010   | 02.06.2013      |
| Антонюк Микола Миколайович         | Сільський голова, 1968 року народження, освіта вища, безпартійний                             | 02.06.2013   |                 |

Примітка: таблиця складена за даними джерела